# Horanie Jurkowskie
Horanie Jurkowskie – dawny folwark. Tereny, na których leżał, znajdują się obecnie na Białorusi, w obwodzie witebskim, w rejonie głębockim, w sielsowiecie Ziabki.

## Historia
W czasach zaborów folwark prywatny w powiecie dzisieńskim, w guberni wileńskiej Imperium Rosyjskiego.
W latach 1921–1945 folwark leżał w Polsce, w województwie wileńskim, w powiecie dziśnieńskim, w gminie Prozoroki, a następnie w gminie Plisa.
Według Powszechnego Spisu Ludności z 1921 roku zamieszkiwało tu 20 osób, wszystkie były wyznania rzymskokatolickiego i zadeklarowały polską przynależność narodową. Były tu 2 budynki mieszkalne. W 1931 w 3 domach zamieszkiwało 29 osób.
Wierni należeli do parafii rzymskokatolickiej w Zadorożu. Miejscowość podlegała pod Sąd Grodzki w Głębokiem i Okręgowy w Wilnie; właściwy urząd pocztowy mieścił się w Plissie.